# Elburg
Elburg est une commune et une ville néerlandaise, en province de Gueldre.

## Histoire
Il existe des preuves d’un établissement néolithique à Elburg constituées d’outils de pierre et d’éclats de poterie.
De l’ère romaine, on retrouve des noms et des éclats de faïence qui suggèrent la présence d’un camp militaire sur le site.
La première mention écrite d’Elburg se situe en 796 apr. J.-C.
Entre 1392 et 1396, Elburg a été rebâtie après une inondation dans la forme que l’on peut contempler aujourd’hui, avec une motte castrale et une enceinte, comprenant également l’implantation définitive des rues sous la forme d’un plan hippodamien. Cette reconstruction rapide indiquant une expansion de la ville, indique que celle-ci était plutôt influente durant la période médiévale.
Plusieurs citations d’Elburg remontent au XIVe siècle. Elle reçoit son statut de ville par le comte Jan van Geel au début de ce siècle. L’une d’entre elles précise que la ville a reçu son droit de pêche en 1313. Elle est enregistrée comme membre de la Ligue Hanséatique en 1367.
À travers les siècles, Elburg est restée un centre de pêche et d’agriculture jusqu’à la fin de la Seconde Guerre mondiale. Contrairement à beaucoup d’autres villes des Pays-Bas, Elburg a refusé d’investir les finances de la ville pour construire une gare ferroviaire en 1863. En raison d’un prix exorbitant demandé aux propriétaires de terrains pour le droit de passage sur leurs terres, la ligne Utrecht-Amersfoort-Zwolle a évité Elburg. La ville est donc devenue moins attractive pour les fabriques comparativement aux places voisines comme Harderwijk. À cela, la fermeture de la Zuiderzee en 1932 a définitivement éliminé l’industrie de la pêche, la baie initiale d’eau saline se transformant peu à peu en eau douce. Par conséquent, depuis 1956, la ville a décidé que seul le tourisme serait secteur de développement pour l’économie locale. En raison de sa position favorable sur le bord du canal et près de la Veluwemeer, les touristes en ont fait une destination populaire. Chaque année beaucoup d’entre eux viennent visiter cette ville médiévale restée grandement inchangée.

## Galerie

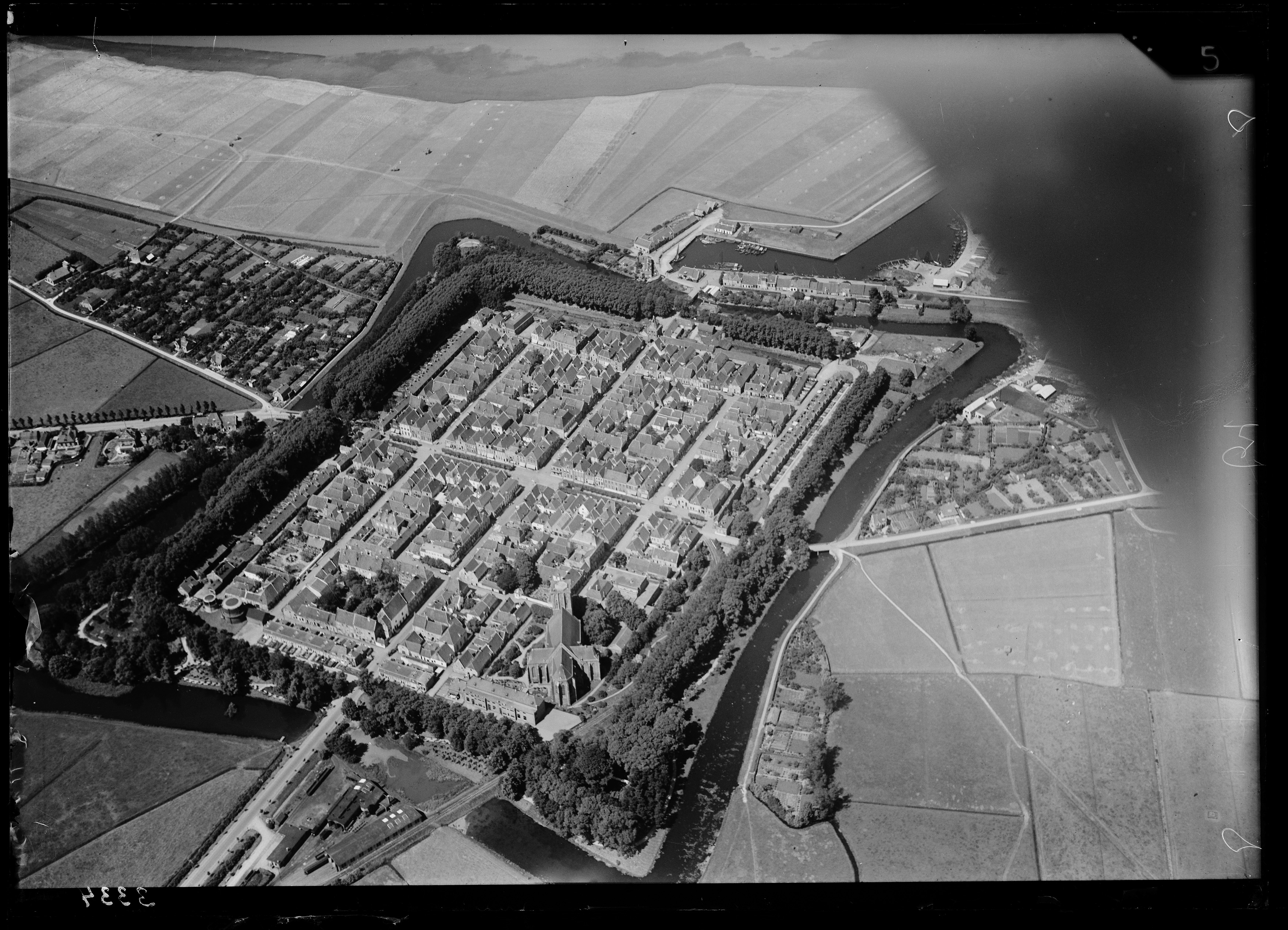
Vue aérienne de la ville prise entre 1920 et 1940
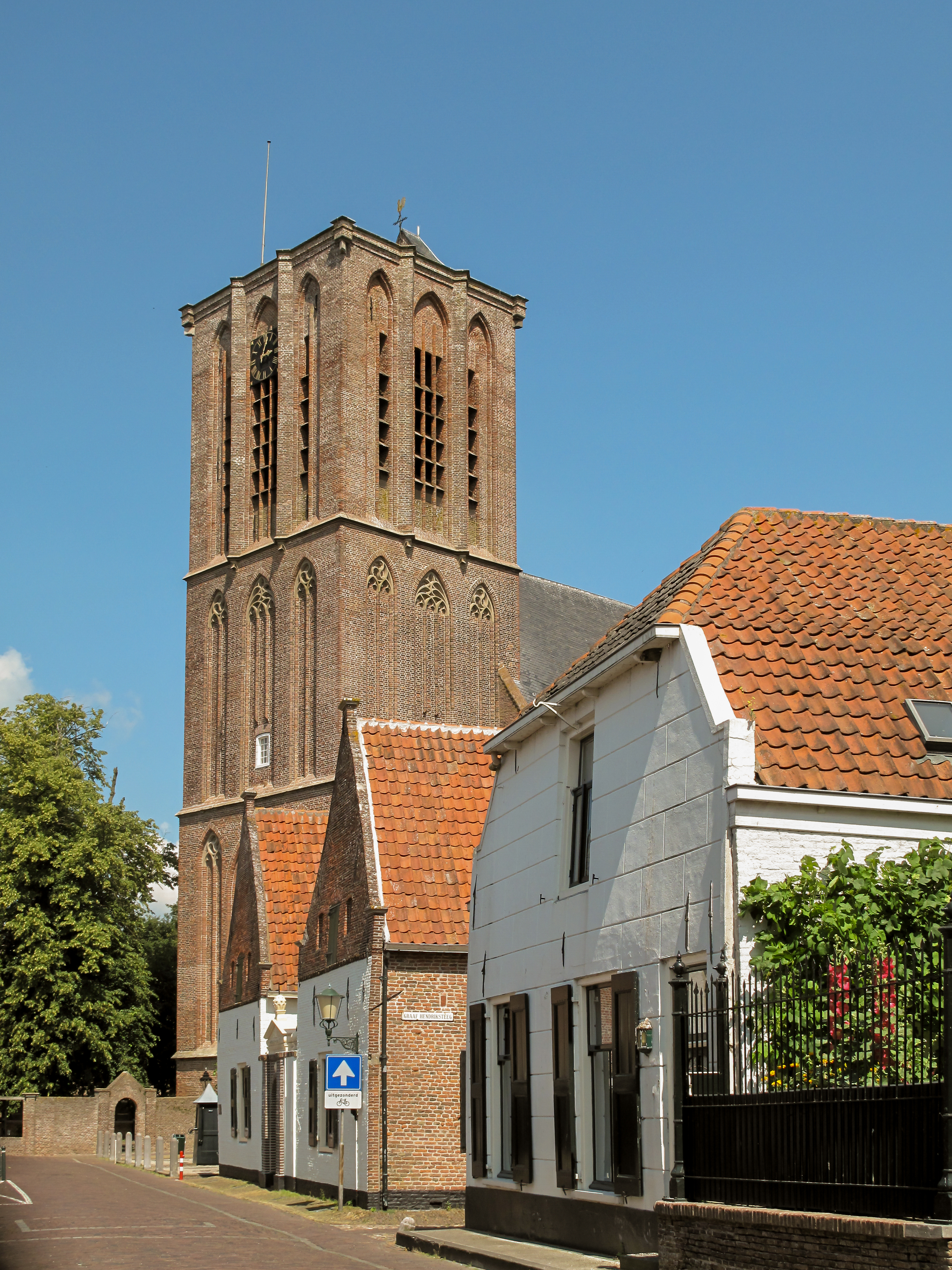
Tour de l’église (de Sint Nicolaaskerk)
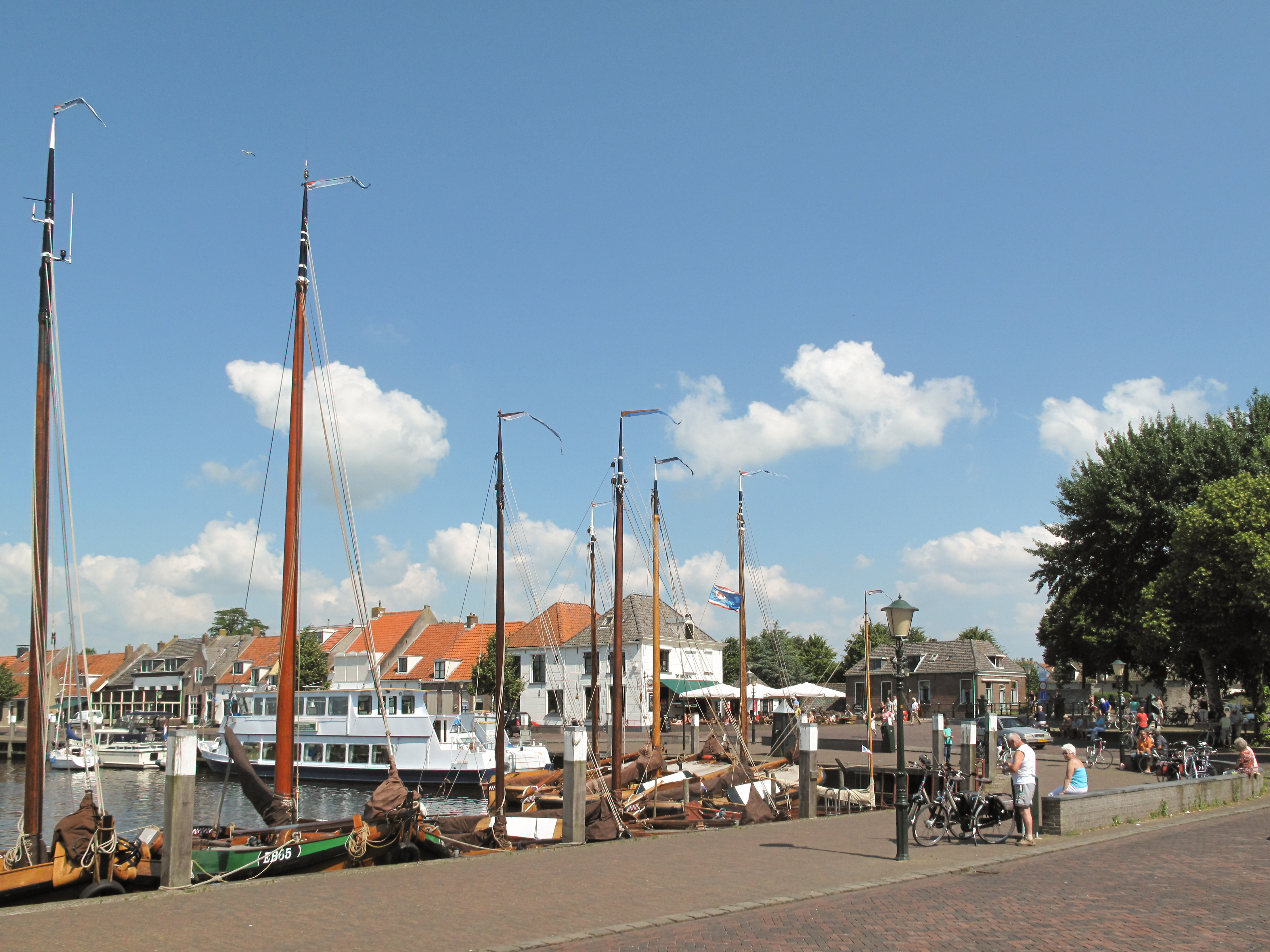
Vue sur la rue: de Havenkade
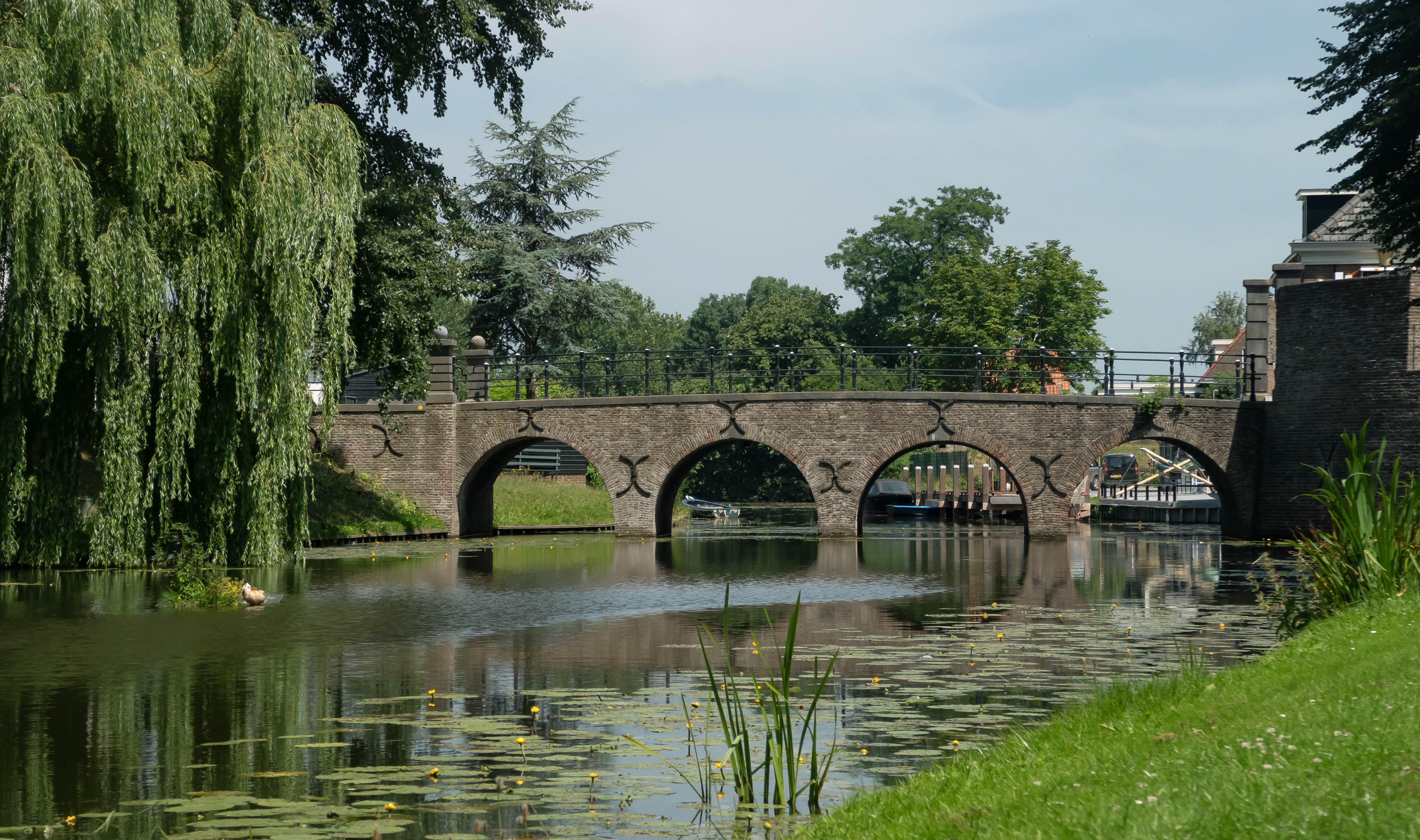
Le pont de la Porte du Poisson (de Vischpoortbrug)